# Pokémon Puzzle League
Pokémon Puzzle League è un videogioco rompicapo crossover tra la serie Pokémon e la serie Puzzle League per Nintendo 64 sviluppato da Intelligent Systems e pubblicato in America del Nord il 25 settembre 2000 e in Europa il 16 marzo 2001 da Nintendo basato sull'anime Pokémon. Il gameplay è simile a quello di Panel de Pon, con gran parte dell'attenzione sulla strategia basata su puzzle nella griglia di gioco. Per avanzare a nuovi livelli, i giocatori devono affrontare gli allenatori e i capipalestra del gioco, simili a quelli presenti in Pokémon Rosso e Blu e Pokémon Giallo. È uno dei giochi del franchise basato sull'anime Pokémon ed è uno dei pochi a presentare Ash Ketchum ed altri personaggi dell'anime.
Poiché il processo di sviluppo dei videogiochi nel suo complesso è cambiato drasticamente dall'era 2D della quarta generazione delle console per videogiochi all'era 3D della quinta generazione, così è stato anche per lo sviluppo di Pokémon Puzzle League. L'aumento delle capacità per l'intelligenza artificiale (IA) ha costretto gli sviluppatori a creare più livelli di difficoltà per il gioco, ed è stato implementato con successo in tutte le modalità del gioco tranne quelle 3D, in cui l'IA diventa a volte irregolare. Le funzionalità multigiocatore locali sono disponibili anche per le battaglie individuali della Puzzle League.
Pokémon Puzzle League è stato ben accolto dalla critica. Il gioco è stato ridistribuito il 5 maggio 2008 in America del Nord e il 30 maggio 2008 in Europa per la Virtual Console del Wii, mentre verrà ridistribuito per il pacchetto aggiuntivo di Nintendo Switch Online il 15 luglio 2022.

## Modalità di gioco

Schermata di gioco

Pokémon Puzzle League presenta lo stesso gameplay di Panel de Pon. L'obiettivo è liberare i blocchi dal campo di gioco organizzandoli in linee orizzonatli o verticali di tre o più blocchi. Un flusso continuo di nuovi blocchi spinge verso l'alto dalla parte inferiore del campo di gioco, causando un aumento continuo dell'intero campo di gioco. Se i blocchi raggiungono la cima del campo di gioco, il giocatore perde. Il giocatore può fermare temporaneamente la progressione dei blocchi tramite combo e catene, e, nelle battaglie a due giocatori, queste azioni causano anche l'accumulo di blocchi in cima al campo di gioco dell'avversario.
A differenza dei suoi predecessori, Pokémon Puzzle League presenta una modalità 3D oltre alla tradizionale modalità 2D. In questa modalità, il gameplay si svolge su un cilindro con una larghezza effettiva di 18 blocchi, rispetto alla larghezza di sei blocchi del campo 2D. Presenta anche il design originale dei blocchi di Panel de Pon e Tetris Attack, oltre ad un design basato sui Pokémon (selezionato per impostazione predefinita).
Nelle modalità multigiocatore, i due giocatori possono selezionare uno tra quindici allenatori Pokémon con cui giocare. A differenza della maggior parte dei giochi Pokémon, l'allenatore e la selezione di Pokémon sono puramente cosmetici e non influenzano affatto il gameplay.

## Accoglienza
| Testata                         | Giudizio   |
| ------------------------------- | ---------- |
| Metacritic (media al 9-07-2022) | 81         |
| AllGame                         | [ 3 ]      |
| Eurogamer                       | (Wii) 8/10 |
| IGN                             | 8.9/10     |
| Nintendo Power                  | 8.1/10     |

Pokémon Puzzle League ha ricevuto recensioni positive stando al sito web aggregatore di recensioni Metacritic. Fran Mirabella III di IGN ha dichiarato di essere "totalmente dipendente ed entusiasta di Pokémon Puzzle League". Blake Fischer di NextGen l'ha definita "un'esperienza sorprendentemente divertente, anche se un po' carina. Potrebbe non essere all'altezza degli standard di Puzzle Fighter 2 Turbo ma è uno dei migliori puzzle su N64." Miss Spell di GamePro ha detto in una recensione che il gioco "è progettato per i giovani giocatori, incoraggiando la risoluzione creativa di enigmi, qualcosa che i genitori ameranno. Anche i fan più anziani del puzzle che hanno un'elevata tolleranza a Jigglypuff apprezzeranno questa offerta ben strutturata." Tuttavia, Human Tornado ha detto: "Anche se è un'altra interpretazione di Tetris, Pokemon Puzzle League ha abbastanza modalità di gioco per dargli una profondità extra e imparare l'arte delle catene e delle combo avanzate richiederà molto tempo. I fan dei pokemon e dei giochi di puzzle apprezzeranno questo divertente e stimolante gioco per Nintendo 64."